# Claire Voisin
Pour les articles homonymes, voir Voisin.

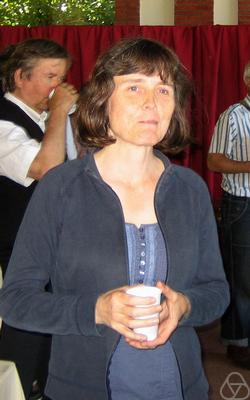
Claire Voisin en 2007, à l'IHÉS

Claire Voisin, née le 4 mars 1962 à Saint-Leu-la-Forêt (Seine-et-Oise), est une mathématicienne française.
Directrice de recherche au Centre national de la recherche scientifique (CNRS) à l'Institut de mathématiques de Jussieu, elle est membre de l'Académie des sciences et titulaire de la chaire « géométrie algébrique » au Collège de France. Elle a reçu plusieurs distinctions, dont le prix Crafoord en 2024.

## Biographie
Claire Voisin grandit dans une famille de douze frères et sœurs. Petite, elle reçoit des enseignements de mathématiques de la part de son père, alors au chômage depuis peu. Elle lit aussi un livre d'algèbre laissé par un frère aîné.
Elle étudie en classes préparatoires au lycée Louis-le-Grand et entre à l'École normale supérieure de jeunes filles (section sciences) en 1981,. Agrégée en 1983, elle soutient en 1986 une thèse à l'université Paris-Sud sous la direction d'Arnaud Beauville,.  
Recrutée au CNRS, elle commence sa carrière d'abord à la faculté de mathématiques d'Orsay puis à l'Institut de mathématiques de Jussieu. Elle est détachée de 2007 à 2009 à l'Institut des hautes études scientifiques puis professeur à l'École polytechnique de 2012 à 2014. De 2015 à 2020, elle est titulaire de la chaire de géométrie algébrique du Collège de France, où elle est la première mathématicienne à être élue,,. Elle démissionne du corps des professeurs du Collège de France le 1er octobre 2020.
Son mari Jean-Michel Coron est également mathématicien. Ils sont parents de cinq enfants, dont deux sont mathématiciens.

## Travaux
Ses recherches portent sur la géométrie algébrique, notamment à l'aide de la théorie de Hodge, dans la lignée d'Alexandre Grothendieck,  la géométrie complexe kählérienne et la symétrie miroir.
Son résultat le plus célèbre est la construction en 1996 d'un contre-exemple à la conjecture de Kodaira en dimension 4. En géométrie algébrique complexe, un accent est mis sur certaines variétés compactes munies d'une métrique particulière : les variétés de Kähler ou variétés kälhériennes. Pour bien comprendre la topologie de ces objets, il est important de comparer ces variétés aux variétés dites projectives. En 1960, le mathématicien Kunihiko Kodaira a prouvé (en s'appuyant sur sa classification des surfaces complexes) qu'en dimension 2, toute surface kählérienne pouvait être déformée en une surface  projective. Le tour de force de Claire Voisin fut de construire, en dimension 4 ou plus, une variété kählérienne compacte qui ne pouvait être obtenue par déformation d'une variété projective (car elle n'a pas le même type d'homotopie) et donc d'établir que le résultat de Kodaira n'était pas valable en toute dimension.
Dans une autre direction davantage en lien avec la physique, Claire Voisin a beaucoup étudié la symétrie miroir, point essentiel de la correspondance entre la géométrie algébrique et la géométrie symplectique créé par la théorie de Mikhaïl Gromov et Edward Witten avec notamment des constructions explicites à partir de surfaces K3 et des calculs d'invariants.
Enfin, pour des aspects de géométrie plus classique, Claire Voisin s'est intéressée aux propriétés géométriques des courbes dans leur plongement canonique. Mark Green (en) avait conjecturé qu'il existait des liens entre les syzygies de l'anneau d'une courbe et son indice de Clifford. En 2002, elle a établi ces résultats pour des courbes générales.
Ses travaux ont été présentés à trois reprises lors du séminaire Bourbaki (séminaire 924 par Arnaud Beauville, séminaire 954 par Daniel Huybrechts et séminaire 1123 par Emmanuel Peyre).

## Publications

### Livres
- Symétrie miroir, Société mathématique de France, coll. « Panoramas et synthèses » (no 2), 1996 (ISBN 2-85629-048-5) ; version anglaise : (en) Mirror Symmetry  (trad. Roger Cooke), SMF et American Mathematical Society, coll. « SMF/AMS Texts and Monographs » (no 1), 1999 (ISBN 0-8218-1947-X)
- Théorie de Hodge et géométrie algébrique complexe, Société mathématique de France, coll. « Cours spécialisés » (no 10), 2002 (ISBN 978-2856291290, présentation en ligne)
- (en) Hodge Theory and Complex Algebraic Geometry, I, Cambridge University Press, 2007 (ISBN 978-0521718011, DOI 10.1017/CBO9780511615344)
- (en) Hodge Theory and Complex Algebraic Geometry, II, Cambridge University Press, 2007 (ISBN 978-0521718028, DOI 10.1017/CBO9780511615177)
- Faire des mathématiques, CNRS/De vives voix, coll. « Les grandes voix de la recherche », 2019 (ISBN 978-2-271-12693-1, OCLC 1141256819)

### Articles choisis
- « Théorème de Torelli pour les cubiques de {\displaystyle \mathbb {P} ^{5}} », Inventiones mathematicae, vol. 86,‎ 1986, p. 577-601 (DOI 10.1007/BF01389270) ; « erratum », Inventiones mathematicae, vol. 172, no 2,‎ 1986, p. 455-458 (DOI 10.1007/s00222-008-0116-z)
- « Miroirs et involutions sur les surfaces K3 », dans Journées de géométrie algébrique d'Orsay - Juillet 1992, Société mathématique de France, coll. « Astérisque » (no 218), 1993, 336 p. (lire en ligne), p. 273-323
- « A counterexample to the Hodge conjecture extended to Kähler varieties », International Mathematics Research Notices, vol. 20,‎ 2002, p. 1057-1075 (DOI 10.1155/S1073792802111135)
- « On the homotopy types of compact Kähler and complex projective manifolds », Inventiones mathematicae, vol. 157, no 2,‎ 2004, p. 329-343 (DOI 10.1007/s00222-003-0352-1)
- « Green's conjecture for curves of even genus lying on a K3 surface », Journal of the European Mathematical Society, vol. 4,‎ 2002, p. 363-404 (DOI 10.1007/s100970200042)
- « Green's canonical syzygy conjecture for generic curves of oddgenus », Compositio Mathematica, vol. 141, no 5,‎ 2005, p. 1163-1190 (DOI 10.1112/S0010437X05001387)

## Récompenses et distinctions

### Prix
Claire Voisin a reçu de nombreux prix nationaux et internationaux pour ses travaux en géométrie algébrique, et en particulier pour la résolution de la conjecture de Kodaira sur les variétés de Kähler compactes et celle de la conjecture de Green sur les syzygies. 
- Médaille de bronze du CNRS (1988) puis médaille d'argent (2006) et médaille d'or (2016)[10],[8],[12]
- Prix IBM jeune chercheur, 1989
- Prix EMS de la Société mathématique européenne, 1992
- Prix Servant décerné par l'Académie des sciences, 1996[13]
- Prix Sophie-Germain décerné par l'Académie des sciences, 2003
- Prix Ruth-Lyttle-Satter décerné par l'AMS, 2007[14],[15]
- Prix du Clay Mathematics Institute, 2008[16]
- Prix Heinz-Hopf, 2015[17]
- Prix Shaw, 2017[18]
- Prix l’Oréal-Unesco, 2019[19]
- Prix Crafoord en mathématique, 2024[20]
- Prix Frontiers of Knowledge de la Fundación BBVA (avec Yakov Eliashberg), 2024[21]

### Distinctions
En 2010, elle est conférencière plénière au congrès international des mathématiciens à Hyderabad: On the cohomology of algebraic varieties.  
Le 30 novembre 2010, elle est élue membre de l'Académie des sciences. Elle est par ailleurs membre étranger de l'Académie des sciences des États-Unis (depuis 2016),  de l'Istituto Lombardo (depuis 2006),de l'Académie allemande des sciences Leopoldina (depuis 2009), de l'Académie des Lyncéens (depuis 2011) et de l'Academia Europaea (depuis 2014). Elle est membre honoraire de la London Mathematical Society (depuis 2012).

### Décorations
- Officière de l'ordre national du Mérite, 2013[27]
- Commandeure de la Légion d'honneur, 2024[28]